# Датоноу, Дьедонне
Дьедонне Датоноу (фр. Dieudonné Datonou; род. 3 марта 1962, Деканме, Бенин) — бенинский прелат и ватиканский дипломат. Титулярный архиепископ Вико Экуэнсе с 7 октября 2021. Апостольский нунций в Бурунди с 7 октября 2021.